# Ease Down the Road
Ease Down the Road è il settimo album in studio del musicista statunitense Will Oldham, ed il secondo con lo pseudonimo Bonnie 'Prince' Billy, pubblicato nel 2001.

## Tracce
1. May It Always Be – 4:04
2. Careless Love – 2:06
3. A King at Night – 4:29
4. Just to See My Holly Home – 3:40
5. At Break of Day – 4:16
6. After I Made Love to You – 3:53
7. Ease Down the Road – 3:06
8. The Lion Lair – 6:01
9. Mrs William – 3:03
10. Sheep – 2:54
11. Grand Dark Feeling of Emptiness – 3:23
12. Rich Wife Full of Happiness – 3:07